# Chaudes-Aigues
Chaudes-Aigues település Franciaországban, Cantal megyében. Lakosainak száma 814 fő (2022. január 1.). Chaudes-Aigues Anterrieux, Deux-Verges, Espinasse, Jabrun, Maurines, Saint-Martial és Neuvéglise-sur-Truyère községekkel határos.

## Népesség
A település népességének változása:
| Lakosok száma | 1114 | 1186 | 1110 | 972  | 913  | 891  | 886  | 841  | 818  | 814  |
|               | 1968 | 1982 | 1990 | 2006 | 2013 | 2015 | 2017 | 2019 | 2020 | 2022 |